# Albert Bonniers Förlag
Albert Bonniers Förlag, menționată uneori ca Bonniers, este una dintre cele mai vechi edituri din Suedia, fiind fondată în 1837. Editura face parte din Bonnierförlagen, care la rândul său este o companie din cadrul Bonnier Books, parte componentă a grupului Bonnier AB.

## Istoric

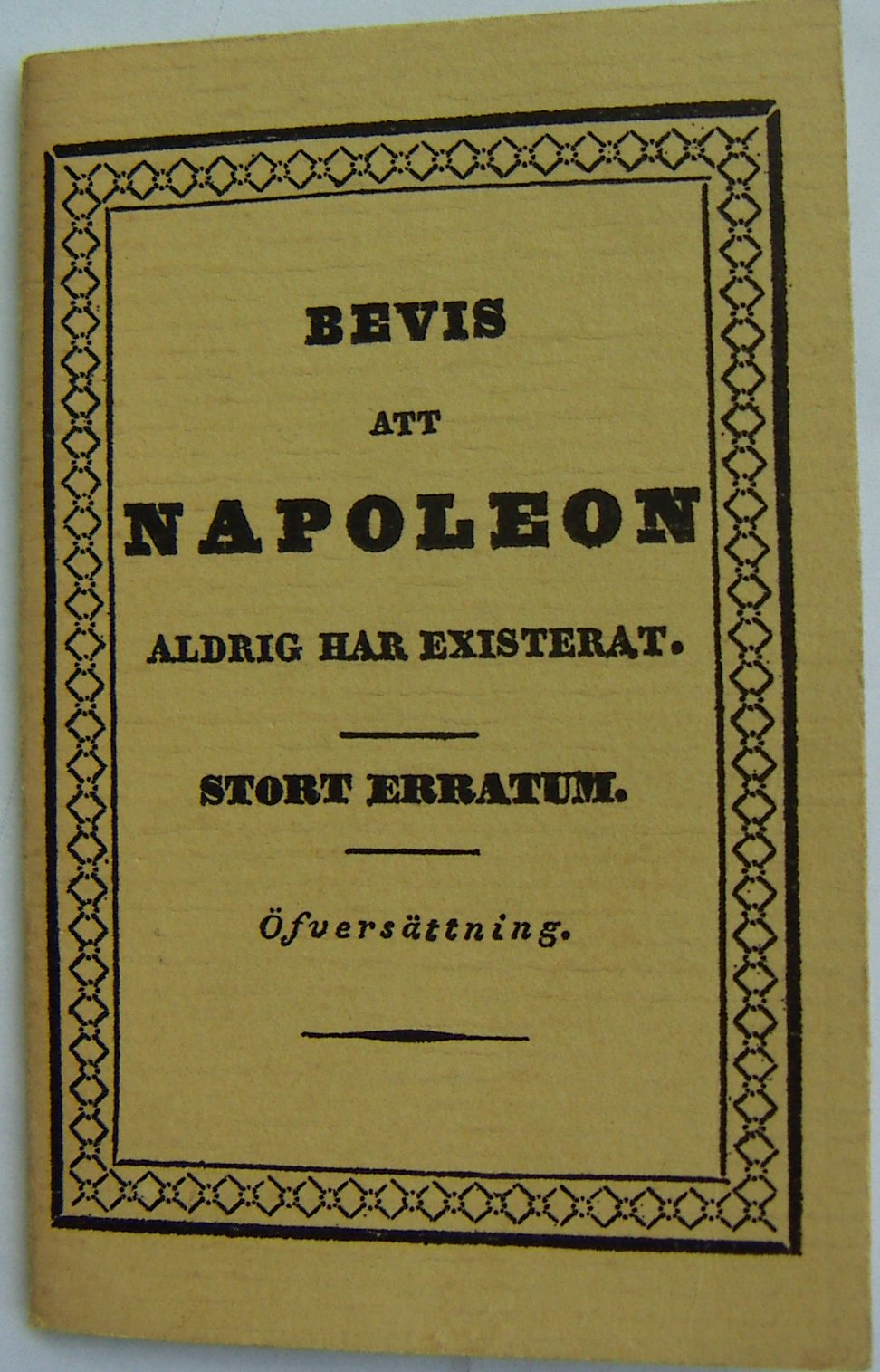
Prima carte tipărită de editură

### Anii 1800
Prima carte publicată de editură a fost Bevis att Napoleon aldrig har existerat. Cartea a fost tipărită de către Nordströmska, iar prima ediție costa patru skillingi în versiunea broșată. Acesta avea 32 de pagini și dimensiuni mici: 7 cm lățime și 11 cm lungime. O nouă ediție a fost publicată în 1962, cu prilejul aniversării a 125 de ani a editurii. Cartea a fost o parodie și a folosit același argument ca și scrierile care puneau în discuție existența istorică a lui Isus.
În anii următori au fost publicate mai multe scrieri de mică importanță. A publicat revista Stockholms modejournal în perioada 1843-1856, calendarul Svea în perioada 1844-1907, almanahul Europeiska följetongen (mai târziu Nya följetongen) în perioada 1846-1910 și Adelskalendern și Handelskalendern din 1859. Printre primii autori ai editurii au fost August Blache Marie Sophie Schwartz, Frans Hedberg, Elias Sehlstedt, Zacharias Topelius și Viktor Rydberg. În anii 1880 și 1890 a reușit să-i atragă pe principalii scriitori ai țării precum August Strindberg, Verner von Heidenstam, Gustaf Fröding, Selma Lagerlöf, Albert Engström și Hjalmar Söderberg.

### Începutul secolului al XX-lea
Sub fiul lui Albert, Karl Otto Bonnier (care a început să lucreze în companie în anul 1872 și a devenit partener în 1886, înainte de a prelua în 1900 conducerea companiei), editura s-a dezvoltat prin achiziționarea altor edituri ca Adolf Bonniers bokförlag în 1904, Wilhelm Billes bokförlag în 1917, Åhlén & Åkerlunds förlag în 1929, începând să vândă cărți în rate și să lanseze emisiuni de noi acțiuni. Ulterior, fiii lui Otto au început să lucreze în cadrul companiei: Tor în 1913, Åke în 1917, Kaj în 1932 și apoi în 1929 Albert Bonnier Jr., fiul lui Tor Bonnier.
Prin preluarea Åhlén & Åkerlunds förlag au fost preluate și activitățile editoriale ale acesteia și au fost fondate revistele Bonniers Litterära Magasin în 1932 și NU în 1934, continuându-se publicarea operelor unor tineri scriitori ca Marika Stiernstedt, Ludvig Nordström, Martin Koch, Anders Österling, Sigfrid Siwertz, Gustaf Hellström, Sven Lidman, Elin Wägner, Harry și Moa Martinson, Agnes von Krusenstjerna, Eyvind Johnson, Vilhelm Moberg, Pär Lagerkvist, Ivar Lo-Johansson, Birger Sjöberg, Fritiof Nilsson Piraten, Karin Boye, Erik Lindegren, Gunnar Ekelöf, Nils Ferlin și alții. Ea a publicat, de asemenea, eseurile și lucrările de popularizare a științei ale lui Hans Larsson, Torsten Fogelqvist, John Landquist, Sten Selander și Olle Holmberg. Printre lucrări științifice populare ale editurii Bonnier s-au numărat Verdandis småskrifte (din 1888), Vetenskap och bildning (1909), Svenskt biografiskt lexikon (din 1917), Svenska jordbrukets bok (din 1920), De tekniska vetenskaperna (28 vol., 1920-1935), Bonniers konversationslexikon (13 benzi 1922-1929, ediția a 2-a 1937-1949), Bonniers illustrerade litteraturhistoria (7 vol., 1928-1935), Bonniers illustrerade världshistoria (1926-), Bonniers allmänna konsthistoria (din 1926).

### Mijlocul și sfârșitul secolului al XX-lea
În 1938 Bonniers a preluat jumătate din editura Wahlström & Widstrand și în 1985 a devenit unic proprietar, dar a continuat să conducă afacerea în mod independent. O parte din activitățile editurii au fost transferate către filiale independente precum ca Forumbokförlag (fondată în 1943), Alba (fondată în 1977) și Bonnier Fakta (fondată în 1981). Ultimele două au fuzionat mai târziu în 1992 în compania Bonnier Alba. În 1992 toate operațiunile Bonnier au fost transferate către o companie nou formată, Bonnierförlagen, care la rândul său a devenit o filială a Bonnier Media. Albert Bonniers Förlag a devenit o subsidiară a Bonnierbolagen, împreună cu Wahlström & Widstrand, Bonnier utbildning, Forum, Bonnier Lexikon, Bonnier Carlsen Bokförlag și cu Månpocket, deținută parțial.
Compania este, de asemenea, cunoscută pentru faptul că a refuzat publicarea primei versiuni cu Pippi Longstocking a lui Astrid Lindgren.

### Secolul al XXI-lea
Editura publică în jur de 100 de cărți noi pe an, plus unele reeditări. Este publicată în principal ficțiune suedeză și străină, volume de poezii și cărți de non-ficțiune. Albert Bonniers förlag este cea mai mare editură de literatură de ficțiune din Suedia.
Au aproximativ 60 de angajați și este situat în clădirea Bonnierhuset de pe Sveavägen din Stockholm.

## Legături externe
- Albert Bonniers Förlag